# Alatriste
Alatriste (bra: Alatriste; prt: Capitão Alatriste) é um filme franco-americo-espanhol de 2006 dirigido por Agustín Díaz Yanes, baseado no personagem principal da série de romances Las aventuras del Capitán Alatriste, de Arturo Pérez-Reverte.
Estrelado por Viggo Mortensen, o filme é um dos mais caros já produzidos na Espanha, com um orçamento de cerca de €24.000.000 (US$ 30 milhões), apenas precedido por Agora. Ele retrata a Espanha do século XVII, conhecido como Século de Ouro espanhol, utilizando personagens fictícios e reais. Os direitos para o filme foram adquiridos pela Twentieth Century Fox.

## Enredo
A história se passa durante o século XVII no Império Espanhol. Diego Alatriste é um soldado a serviço do rei Filipe IV de Espanha, durante a Guerra dos Oitenta Anos. A história começa na Holanda, onde o terço de Diego Alatriste luta contra os holandeses durante a Revolta dos holandeses. Lope Balboa (pai de Íñigo e amigo do capitão) é morto aqui. Diego decide voltar para Madrid, onde ele recebe o jovem Íñigo Balboa sob seus cuidados. Ele é contratado, juntamente com um assassino siciliano chamado Gualterio Malatesta para matar o Príncipe de Gales (futuro Rei Carlos I da Inglaterra) e seu companheiro, o duque de Buckingham. O trabalho é contratado por Emilio Bocanegra e Luis de Alquézar (tio da amada de Iñigo Balboa - Angélica de Alquézar). Alatriste finalmente retorna para a Holanda em 1624 (embora o filme diga que é 1625) e participa nas batalhas finais que conduzem à rendição de Breda. Após o retorno à Espanha, Iñigo quer fugir com Angélica, mas ela recebe os pés frios no último momento. Alatriste tem um romance com a atriz María de Castro, que era a amante de Filipe IV e ele acaba cruzando espadas com Gualdamedina, um amigo do rei. No final, o objeto de sua atenção fica doente com sífilis. O duelo com seu amigo Martín Saldaña e o castigo de Íñigo nas galeras fazem parte final espetacular do filme. As últimas cenas retratam a Batalha de Rocroi (maio 1643), descrita no último livro da saga longa e divertida "As Aventuras do Capitão Alatriste" , um livro que não foi publicado até 2008. Durante a batalha Abel Moreno Gómez 's "La Madrugá" está jogando como a marcha do exército derrotado e este é o lugar onde presume-se que o antigo capitão Diego Alatriste morreu.
O enredo do filme tem elementos de cada um dos cinco livros publicados até a estreia, e mantém o enredo mesmo para os personagens principais. Inclui trechos dos livros futuros da saga. A trama do filme coincide com o desejo do autor que todos devem terminar em Rocroi deixando assim material suficiente para mais três livros.

## Elenco
- Viggo Mortensen como o Capitão Diego Alatriste
- Javier Cámara como o conde-duque de Olivares
- Eduardo Noriega como o Conde de Guadalmedina
- Juan Echanove como o escritor Francisco de Quevedo
- Unax Ugalde como Íñigo de Balboa, o escudeiro de Alatriste
- Elena Anaya como Angélica de Alquézar, uma adolescente
- Ariadna Gil como María de Castro
- Francesc Garrido como o policial Saldaña
- Blanca Portillo como o inquisidor Emilio Bocanegra
- Tous Paco como Francisco de Melo, conde de Assumar